# Brevikbanen
Brevikbanen er en ca. 10 km lang jernbane, der går fra Eidanger til Brevik i Telemark i Norge. Banen åbnede 15. oktober 1895 med sporvidden 1067 mm men blev ombygget til normalspor (1435 mm) i 1921. Den blev elektrificeret 19. juli 1949. Persontrafikken på banen blev indstillet 26. maj 1968.
Efter at persontogene forsvandt, har banen kun været trafikeret af kalktog til Norcems cementanlæg ved Ørvik og andre godstog. Kalktogene har kørt siden 1970'erne. Da det daglige antal kørte kilometer er beskeden, kan der gå længere tid end normalt mellem, at lokomotiverne skal til eftersyn. I tidens løb har ellokomotiver af typerne El. 8, El. 11 og El. 13 været fast trækkraft på banen, hvor der kørtes med et lokomotiv i hver ende af togene. I 2001's benyttede CargoNet en El. 14 i Brevikenden og et rangerlokomotiv, Skd 224 eller Skd 226, i Porsgrunnenden. I 2014 overtog Grenland Rail kørslen med kalktogene. De benytter brugte svenske rangerlokomotiver af typen V4 i hver ende.
I 1993 anlagdes kajanlægget Grenlandsterminalen med et sidespor fra Brevikbanen. Trafikken på dette spor har været meget beskeden med brug en kort overgang i 2000. I 2009 foretog selskabet NorthSea Terminal prøvekørsler med tomme containere til terminalen. Der er også blevet importeret nye lokomotiver via terminalen. I 2015 begyndte CargoNet faste drift med containertog mellem Grenlandsterminalen og Bergen/Alnabru.